# Ислам на Занзибаре

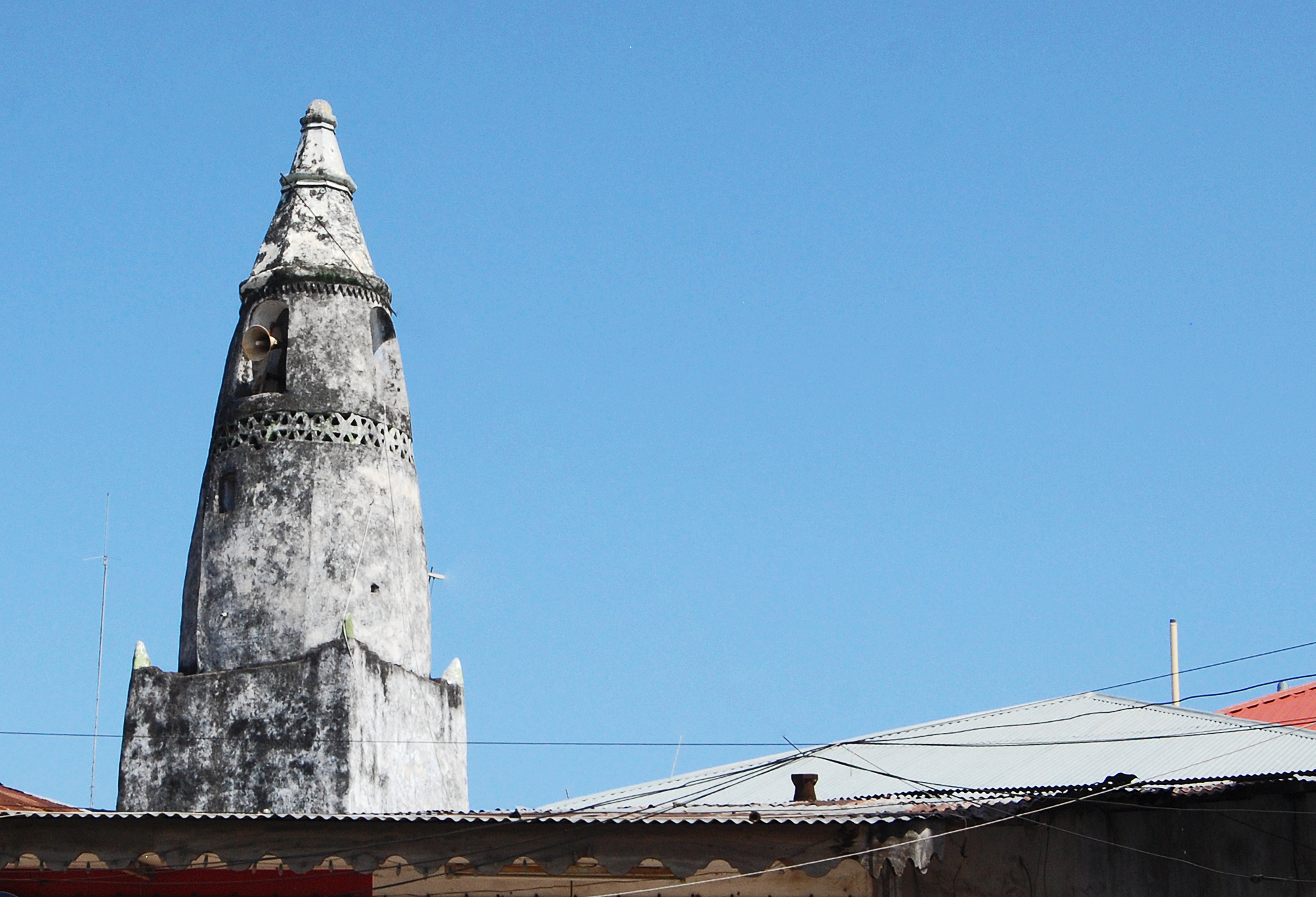
Мечеть Милинди в городе Занзибар

Ислам на Занзибаре является религией большинства в автономной провинции Танзании Занзибар. Согласно данным ЦРУ и МИД России 99 % жителей Занзибара исповедует ислам.

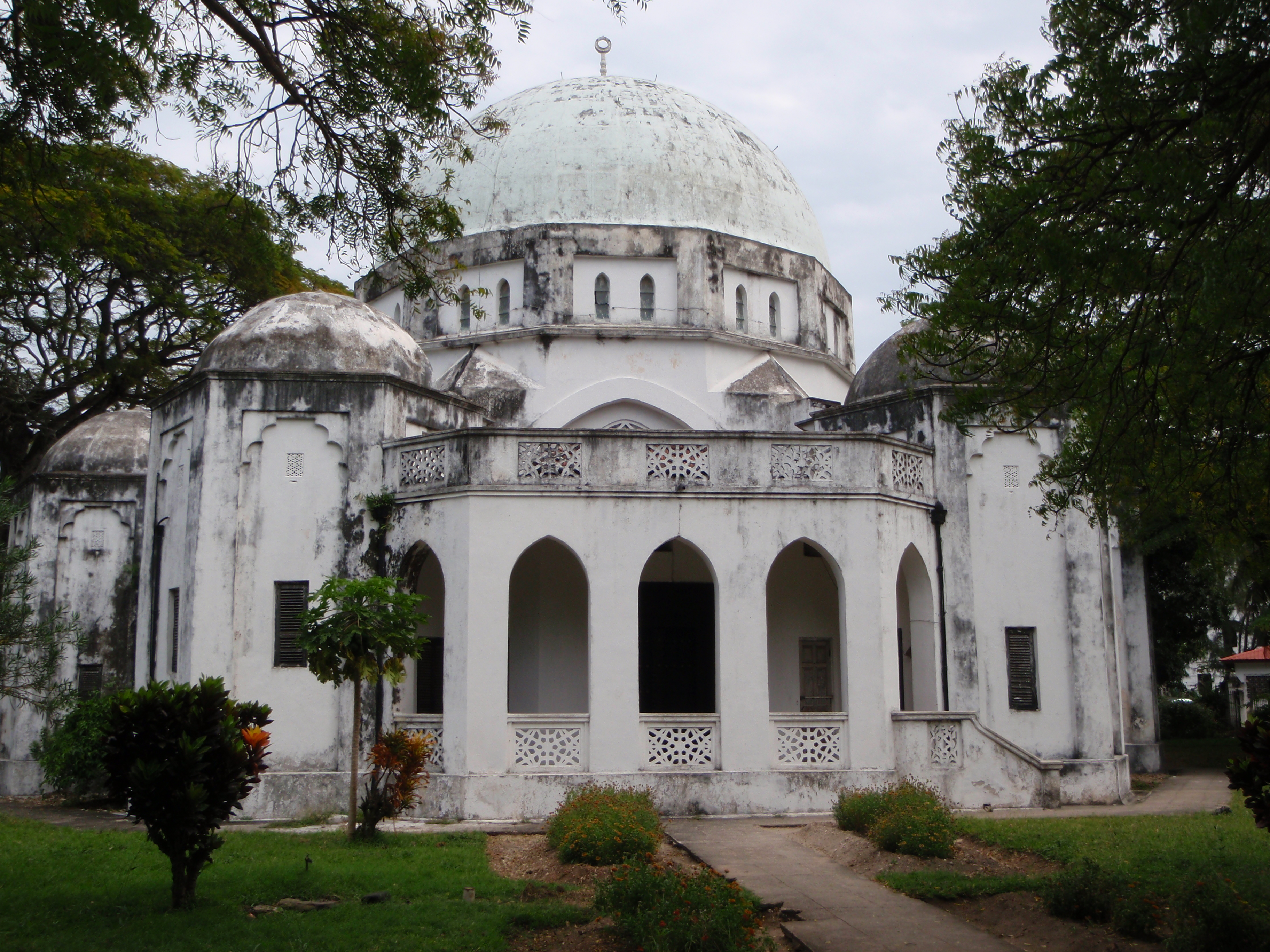
Мечеть Каменного города

## История
Примерно в середине I тысячелетия н. э. на побережье нынешней Танзании появились персидские торговцы, а затем — арабские. Они принесли ислам на территорию современной Танзании. Именно тогда сложилась новая этническая общность — суахили. В 1107 году на острове Унгуджа выходцами из Шираза была построена первая мечеть в южном полушарии, мечеть Кизимкази. Во времена султаната Занзибар превратился в крупнейший центр работорговли в Восточной Африке. В XIX веке ежегодно через Занзибар продавались около 50 тысяч рабов. Ислам был государственной религией султаната. Шейх Абдулла Салех Фарси был первым кто перевел Коран на суахили.

## Современное положение
Подавляющее большинство мусульман на Занзибаре являются суннитами Шафиитского мазхаба, меньшинство составляют шииты — ибадиты, исмаилиты, Шииты-двунадесятники, также есть ахмадиты.